# Chico's Patty Berg Memorial
De Chico's Patty Berg Memorial is een golftoernooi van de Legends Tour. Het toernooi werd opgericht in 2015 en vindt telkens plaats op de Cypress Lake Country Club in Fort Myers, Florida. Het wordt gespeeld in een strokeplay-formule met twee speelronden.

## Winnaressen
| Jaar | Winnares      | Score | Score | Info  |
| ---- | ------------- | ----- | ----- | ----- |
| 2015 | Laurie Rinker | 139   | –5    | [ 2 ] |

| Toernooirecord |  | po = winnares na play-off |